# ピアノソナタ第5番 (ベートーヴェン)
ピアノソナタ第5番（ピアノソナタだいごばん）ハ短調 作品10-1は、ルートヴィヒ・ヴァン・ベートーヴェンが作曲したピアノソナタ。日本では滅多に呼ばれることはないが、同じくハ短調で書かれた第8番『悲愴』と比較して『小悲愴（Little Pathétique）』の愛称で呼ばれることもある。

## 概要
3曲からなる作品10のピアノソナタの作曲年は完全には特定されていないが、グスタフ・ノッテボームの研究より1796年から1798年にかけて書かれたものと推定されている。中でもこの第5番の第1、第2楽章は1796年に行われたヨーロッパ演奏旅行前には書かれていたようである。当初はスケルツォもしくはメヌエットの楽章も構想されていたようだが最終的に破棄され、番号付きピアノソナタとしては作曲者にとって初めてとなる3楽章制でまとめられた。全体が3楽章に落ち着いたことで、ウィーン流の4楽章形式の伝統を脱するとともに作品の力と内容の凝縮度が高められ、すっきりした構成を取りながらも弛緩させることなく充実した内容を盛り込むことに成功している。
初版は作品10の3作でまとめられて1798年にウィーンのエーダーから出版された。3曲ともにベートーヴェンを熱心に擁護したブロウネ伯爵夫人、アンナ・マルガレーテへと献呈されている。夫人は作品10の他にも『ヴラニツキーの主題による変奏曲』WoO.71などの献呈を受けているが、1803年5月13日にこの世を去ってしまう。彼女の死に心を痛めたベートーヴェンは歌曲集『ゲレルトの詩による6つの歌曲』作品48（1803年）を伯爵へと献呈している。

## 演奏時間
約18分。

## 楽曲構成

### 第1楽章
Allegro molto e con brio 3/4拍子 ハ短調
ソナタ形式。冒頭の第1主題は決然とした主和音に続くマンハイム楽派風の上昇音型、及び応答楽句からなる（譜例1）。随所に挿入される休符が劇的な効果を生んでいる。
譜例1
1小節の休止を挟んで4声で書かれた経過部に入り、アルベルティ・バスの上に平行調の変ホ長調で第2主題が提示される（譜例2）。
譜例2
第2主題が発展してフォルテッシモに到達すると第1主題の付点リズムが登場し、その後のコデッタで勢いを収めて落ち着いた調子で提示部を終える。提示部の反復を終えると、譜例1をハ長調に移して展開部が開始される。続いてヘ短調となり新しい素材が導入される（譜例3）。
譜例3
この後さらに推移を経て再現部へと到達する。第1主題に続く第2主題はまずヘ長調で再現されるものの、形式に沿ったハ短調に切り替わって再度奏される。最後は新たなコーダを置かず、最強音で主和音を打ち鳴らして力強く終わらせる。

### 第2楽章
Adagio molto 2/4拍子 変イ長調
展開部の省略されたソナタ形式。穏やかな楽想の中に豊かな情感が込められており、作曲者指折りの非常に美しい緩徐楽章に仕上がっている。楽章は譜例4の第1主題に始まる。
譜例4
譜例4が変奏されると、装飾音に彩られた経過句となる。エトヴィン・フィッシャーはこれとヨハン・ゼバスティアン・バッハのパルティータ第6番との間に修辞的な類似性を見出している。第2主題は変ホ長調に出され（譜例5）、極めて細かい音符によって変奏される。
譜例5
続く楽想は付点音符で提示されると3連符に変奏されて高潮する。展開部のあるべき個所ではアルペッジョでフォルテッシモの属七の和音が一度だけ鳴らされ、ただちに再現部となる。再現部では両主題は変奏の形で奏でられ、第1主題を素材とするコーダを経て静かに閉じられる。

### 第3楽章
Finale. Prestissimo 2/2拍子 ハ短調
ソナタ形式。大変短い楽章ながらも創意が凝らされており、充実した内容を誇る。単独の楽章としては採用されなかったスケルツォの要素が盛り込まれているという見方もある。ドナルド・フランシス・トーヴィーはこの楽章の拍子と急速なテンポ指定がもたらす困難さを指摘しており、それでもなお完璧に演奏された時にのみ「途方もないユーモア」を引き出すことができるとカール・チェルニーは述べている。冒頭から不気味で緊迫感のある第1主題が奏でられる（譜例6）。ピアノ三重奏曲第3番やピアノ協奏曲第3番などと同様、作曲者のハ短調の作品にしばしば見られるユニゾンによる弱音からの開始である。
譜例6
第1主題が発展した経過から16分音符の流れが起こり、一気に勢いを増した後でフェルマータによって区切られる。第2主題は変ホ長調で出される譜例7であり、第1主題とは対照的な性格を有している。
譜例7
やがて第1主題が低音に出されると絢爛たるパッセージが繰り出され、ごく簡素なコデッタを置いて提示部の反復となる。わずか11小節から成る展開部は譜例6冒頭の素材のみから構成され、その終わりには交響曲第5番の「運命動機」に似た動機が登場する。再現部ではハ短調の第1主題の後、第2主題がハ長調に出される。コーダではまず変ニ長調の第2主題が奏されるが、次第に速度を落としてアダージョに到達すると後年のピアノソナタ第17番（テンペスト）を想起させるようなアルペッジョが挿入される。ここから元の速度に復帰すると第2主題の要素に第1主題が組み合わされ、最後は静まりながら全曲に幕を下ろす。